# Bataille de Grijó
Guerre péninsulaire
Batailles
- Chaves
- Villafranca (1re)
- Braga
- Amarante
- Lugo
- Verín
- Porto (1re)
- Vigo
- Grijó
- Porto (2de)
- Ponte Sampaio

La bataille de Grijó se déroule du 10 au 11 mai 1809 à Grijó, au Portugal, dans le cadre de la guerre d'indépendance espagnole. Elle oppose l'armée anglo-portugaise commandée par le général Arthur Wellesley (le futur duc de Wellington) à l'armée française du maréchal Jean-de-Dieu Soult lors de la deuxième invasion française du Portugal. L'affrontement se solde par une victoire anglo-portugaise. Le lendemain, Wellesley chasse Soult de Porto lors de la seconde bataille de Porto,.

## Contexte
La deuxième invasion française du Portugal commence avec la bataille de Braga, le 20 mars 1809.

## Bataille
Le 10 mai, la cavalerie britannique sous le commandement du général Stapleton Cotton entre en contact avec les avant-postes français, qui sont dispersés à l'issue d'un bref engagement. Les deux camps ne subissent que de légères pertes mais de nombreux soldats français sont capturés.
Le lendemain, le 11, une force française plus importante commandée par le général Julien Auguste Joseph Mermet défend une crête boisée, au sud de Grijó. Les forces anglo-portugaises sous les ordres du général Arthur Wellesley attaquent la position par le sud et, par une double manœuvre de flanc, repoussent leurs adversaires.
Dans son ouvrage The History of the Rifle Brigade, Willoughby Verner décrit comment le 1er bataillon de détachements ad hoc, composé de soldats et d'officiers de plusieurs régiments qui se sont retrouvés bloqués avec l'évacuation de la La Corogne, a combattu pour la première fois près du village de Grijó :

« L'infanterie de l'avant-garde se composait de la compagnie de Rifles du 1er bataillon de détachements, des compagnies des 43e et 52e régiments d'infanterie légère et de la compagnie légère du 29e régiment d'infanterie, le tout sous le commandement du major Way du 29e. Cotton, avec la cavalerie britannique, entra en contact avec les Français à l'aube du 10, mais le général Michel Francheschi [sic] avait de l'infanterie avec lui et la brigade Stewart, retardée, n'arriva qu'au bout d'un certain temps; Francheschi recula alors et rejoignit le général Mermet à Grijó. Le 11, Wellesley ordonna au général Hill de s'efforcer de déborder la position de Mermet à l'est pendant qu'il avançait avec la division du général Paget. Dans l'après-midi, les compagnies légères du 1er bataillon de détachements attaquèrent Mermet mais rencontrèrent une résistance acharnée qui leur occasionna des pertes sérieuses. Wellesley ordonna ensuite à la King's German Legion d'envelopper la gauche française et au 16e régiment portugais de tourner la droite tandis que lui-même, avec le reste de la brigade Stewart, renouvela l'attaque sur les hauteurs boisées au centre, au-dessus du village de Grijó. Sur ces entrefaites, Mermet se retira… »

## Conséquences
L'invasion française du Portugal par Soult se poursuit avec la seconde bataille de Porto.